# Placidochromis argyrogaster
Placidochromis argyrogaster är en fiskart som beskrevs av Mark Hanssens 2004. Placidochromis argyrogaster ingår i släktet Placidochromis och familjen Cichlidae. Inga underarter finns listade i Catalogue of Life.